# Plage de Diaskári
Diaskári (en grec moderne : Παραλία Διασκάρι / Paralía Diaskári) est une plage au sud-est de l'île grecque de Crète. Elle est située sur la baie de Makrygialós sur la mer de Libye et fait partie de la commune de Sitía.

## Localisation et description
Diaskari est situé à environ 400 mètres au sud-est de la ville touristique d'Análipsi, qui s'étend à l'ouest dans le bourg portuaire de Makrýs Gialós. Alors que Makrygialós appartient à la municipalité d'Ierápetra, Análipsi et la plage de Diaskári font partie de la municipalité la plus orientale de la Crète. Au sud-est, Diaskári est bordé par la colline Vigla (Βίγλα), sur laquelle se trouvait une colonie minoenne, qui porte aujourd'hui également le nom de Diaskári d'après la plage. 

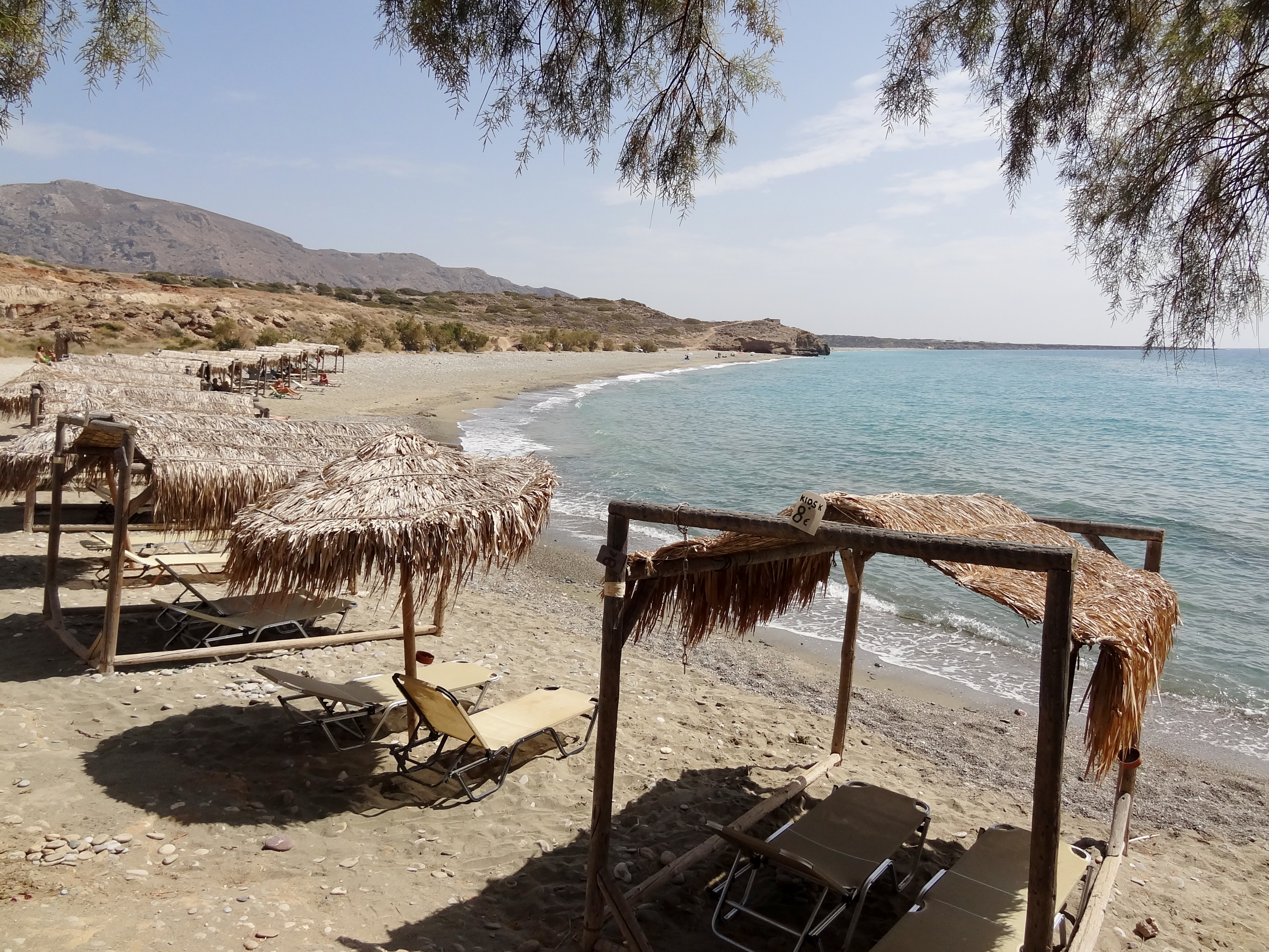

L'arrière-pays de la plage de Diaskári est peu développé. A environ 200 mètres de la côte se trouvent quelques serres entourées d'oliveraies. 
La plage a une longueur de 360 mètres, alternant zones de galets et de sable. Diaskári a été désignée comme eau de baignade en 1996. Depuis 2010, la qualité de l'eau est régulièrement contrôlée conformément à la directive européenne sur les eaux de baignade et est systématiquement jugée excellente depuis 2012. En contrebas de la colline Vigla, au sud-est de la plage, une grotte borde la paroi rocheuse. Entre Diaskári et Langada se trouve la petite grotte Karavóspilios (« grotte du navire »), accessible uniquement depuis la mer.

## Liens web
- Alexandros Roniotis : Diaskari Strand. Cretan Beaches, 2019.
- Diaskari. Pefki Village, 2018.
- Παραλίες: Διασκάρι. Aspros Potamos, 2016 (en grec).

## Source de traduction
- (de) Cet article est partiellement ou en totalité issu de l’article de Wikipédia en allemand intitulé « Paralia Diaskari » (voir la liste des auteurs).